# Philip Segal
Pour les articles homonymes, voir Segal.
Philip David Segal, né en 1962 à Southend-on-Sea en Angleterre, est un producteur de télévision américain. Il est connu pour avoir été producteur sur de nombreuses séries américaines des années 1990 à nos jours.

## Carrière
Après avoir émigré aux États-Unis à l'âge de 15 ou 16 ans, il ressort avec un diplôme en communication de l'université de San Diego et se tourne vers la télévision. Il commence par devenir agent de casting, puis agent littéraire pour Feinberg Casting et ICM TV.
En 1985, il devient directeur du développement des fictions pour Columbia Pictures avant de devenir programmateur exécutif pour la chaîne de télévision ABC où il aide au développement de séries comme  Twin Peaks, Génération Pub et China Beach. En 1991, il rejoint la compagnie de Steven Spielberg, Amblin Entertainment et devient rapidement le vice président d'Amblin Télévision et supervise la production de SeaQuest, police des mers, Earth 2 et Les Aventures du jeune Indiana Jones.
Alors qu'il travaille chez Amblin, Philip Segal obtient enfin les droits de la série anglaise Doctor Who qu'il avait demandés à la BBC depuis sa disparition à l'antenne en 1989. En accord avec un autre expatrié anglais, Peter Wagg (producteur de la série Max Headroom) ils tentent de mettre en place une nouvelle série de Doctor Who qui puisse à la fois plaire au public américain et au public britannique. Après de nombreux problèmes de production, un épisode pilote nommé Le Seigneur du Temps est diffusé sur Fox le 14 mai 1996 avec Paul McGann dans le rôle du huitième Docteur. L'audience décevante de cet épisode amène la Fox à ne pas renouveler d'autres épisodes. En 2000, Segal co-écrit un livre sur sa tentative de renouveler la série, avec Gary Russell nommé Doctor Who: Regeneration.
Après cette expérience, Segal se lance dans la réalisation et réalise un court-métrage nommé The Other Side of Monday qui gagne un prix au New York International Film et Video Festival en 2000. Il réalise aussi dans les années 2000 des épisodes des séries Mutant X, Andromeda et 1000 Ways to Die. Après un bref passage en tant que vice-président exécutif chez Bunim-Murray Productions, il devient producteur exécutif à FremantleMedia en 2006 Il en devient Officier chef exécutif en novembre 2012 devenant producteur exécutif sur des programmes de Docu-fiction ou de Docu-réality-show tels que Le Convoi de l'extrême, Ax Men, The Colony, Pitchmen, Swords: Life on the Line, 1000 Ways to Die, Black Gold Wildlife Warrior] Cut in Half et Storage Wars : Enchères surprises.

## Source
- (en) Cet article est partiellement ou en totalité issu de l’article de Wikipédia en anglais intitulé « Philip Segal » (voir la liste des auteurs).

1. 1 2  (en) Graeme Burk, Who's 50: The 50 Doctor Who Stories to Watch Before You Die—An Unofficial Companion, ECW Press, 2013, 319–321 p.
2. ↑  (en) « Philip Segal », sur Variety, 27 décembre 2000 (consulté le 5 novembre 2013)
3. ↑  (en) « Doctor Who (1996)(aka Enemy Within) », Shannon Sullivan "A Brief History Of Time (Travel) (consulté le 5 novembre 2015)
4. ↑  (en) David Maddox, « Doctor Who Regeneration: The Story Behind The Revival Of A Television Legend (review) », sur The SF Site (consulté le 5 novembre 2013)
5. 1 2  (en) « Philip Segal », sur Bloomberg BusinessWeek (consulté le 6 novembre 2013)